# Cá heo Risso
Cá heo Risso, tên khoa học là Grampus griseus, là một loài động vật có vú trong họ Cá heo đại dương, bộ Cá voi. Loài này được nhà động vật học Georges Cuvier mô tả vào năm 1812.

## Phân bố và môi trường sống

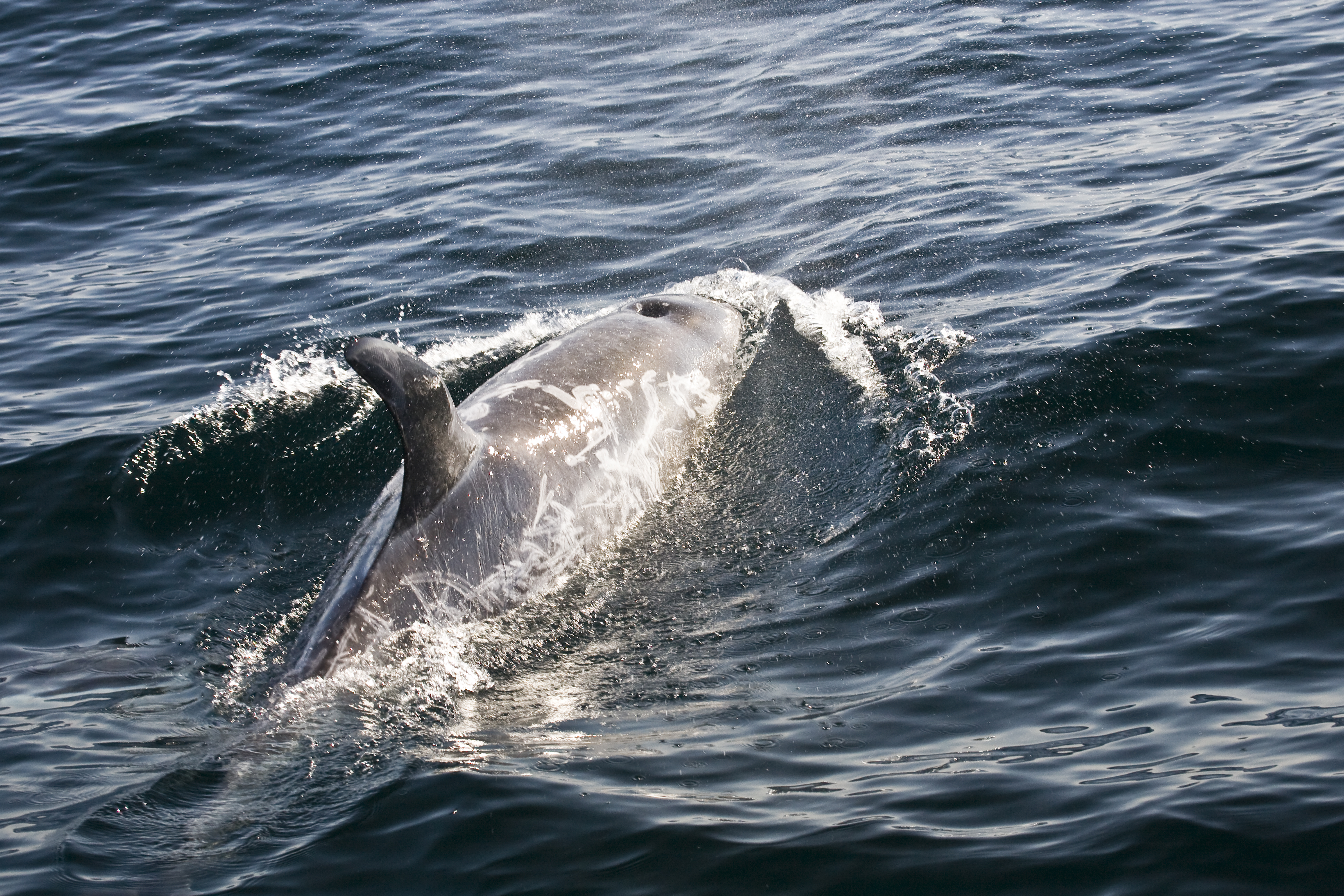
Cá voi Risso ở ngoài khơi vịnh Morro

Chúng được tìm thấy trên toàn thế giới ở các vùng biển ôn đới và nhiệt đới, ở Ấn Độ Dương, Thái Bình Dương và Đại Tây Dương, cũng như Vịnh Ba Tư, Địa Trung Hải và Biển Đỏ, nhưng không phải Biển Đen (một vụ mắc cạn đã được ghi lại ở Biển Marmara năm 2012). Phạm vi phân bố trải dài về phía bắc như vịnh Alaska và phía nam Greenland và xa về phía nam tận Tierra del Fuego.
Môi trường ưa thích của chúng nằm ngay ngoài thềm lục địa trên các bờ dốc, với độ sâu nước dao động 400–1000 m và nhiệt độ nước ít nhất 10 độ C và ưu thích nhiệt độ 15-20 độ C.

## Hình ảnh

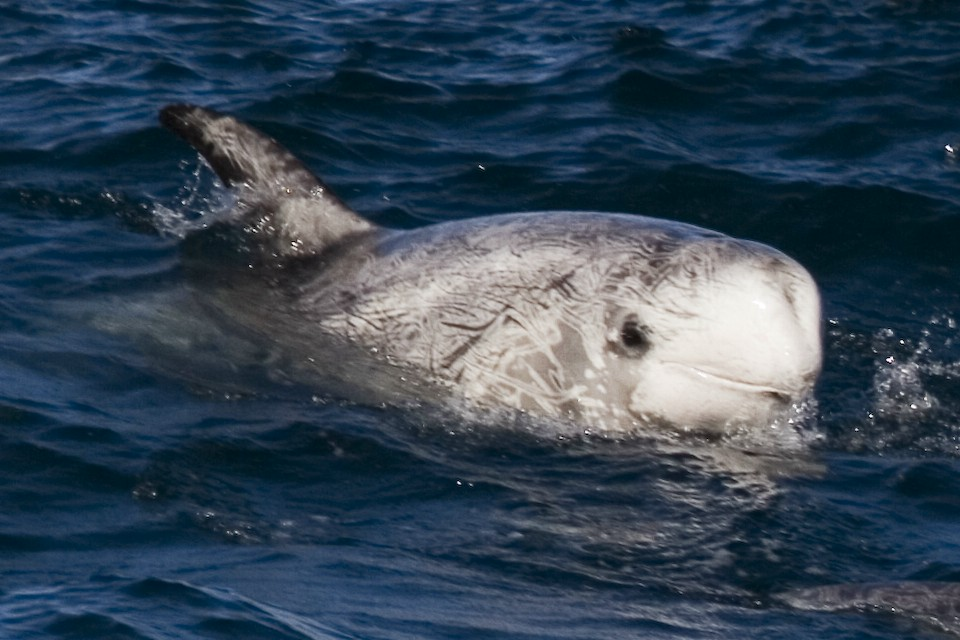
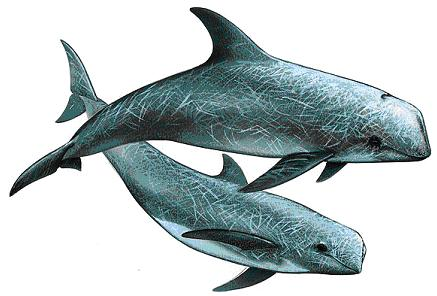
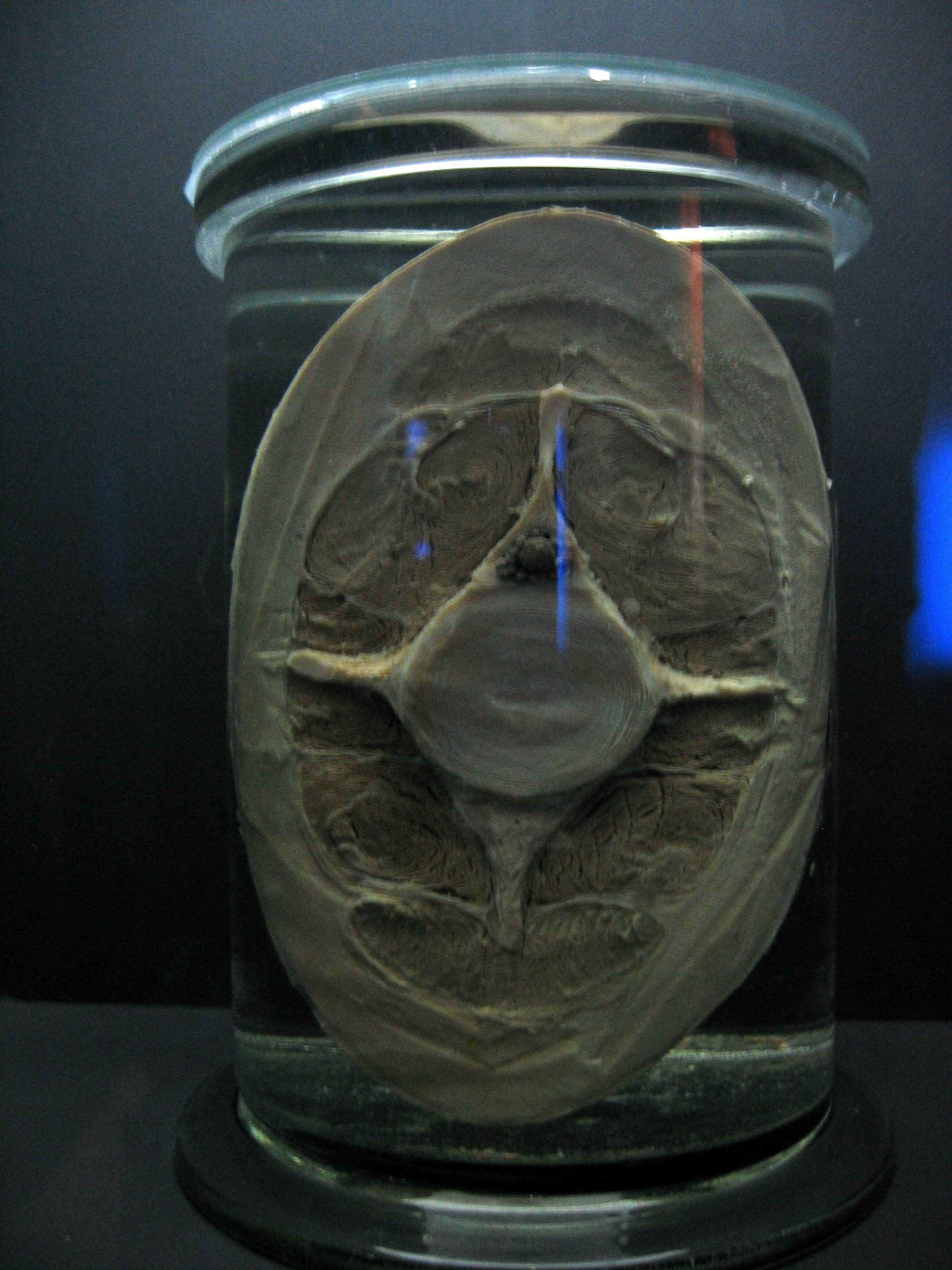
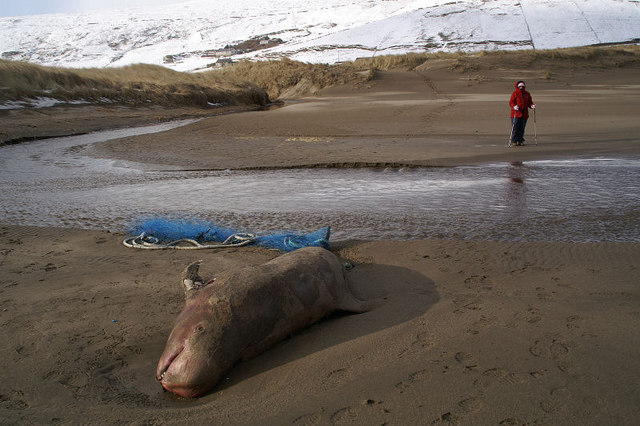